# Hiéroglyphe égyptien O17
La porte surmontée d'uræus ouverte, en hiéroglyphes égyptiens, est classifiée dans la section O « Bâtiments, parties de bâtiments etc. » de la liste de Gardiner ; cet hiéroglyphe y est noté O17.

## Représentation
Il représente une porte de temple (linteau surmontée d'une frise d'uræus protecteur) à laquelle le rideau la fermant a été tiré. Il est translittéré tȝ ou tȝyty.

## Utilisation
| O16 |

| O16 |

| O17 |

| O17 |

| S22 |

| S22 |

| tA · N23 | wr · r | / | S22 · G36 | / | O17 · G36 |

| tA · N23 | wr · r | / | S22 · G36 | / | O17 · G36 |

| tA · N23 | wr · r | / | S22 · G36 | / | O17 · G36 |

| tA · N23 | wr · r | / | S22 · G36 | / | O17 · G36 |